# Сідней Аткінсон
Сі́дней Дже́ймс Ма́нфорд «Сід» А́ткінсон (англ. Sidney James Montford "Sid" Atkinson; 14 березня 1901 — 31 серпня 1977) — південноафриканський легкоатлет, чемпіон та срібний призер Олімпійських ігор.

## Біографія
Народився 14 березня 1901 року в місті Дурбан, провінція Квазулу-Наталь.
Виступи на міжнародних змаганнях розпочав у 1922 році.
На літніх Олімпійських іграх 1924 року в Парижі (Франція) виступав у змаганнях з бігу на 110 метрів з перешкодами, де з результатом 15,0 сек. поступився американцеві Деніелу Кінсі, посів друге місце та виборов срібну олімпійську медаль.
На наступних літніх Олімпійських іграх 1928 року в Амстердамі (Нідерланди) у змаганнях зі спринтерського бігу на 100 метрів вибув після чвертьфінального забігу. На дистанції 110 метрів з перешкодами з результатом 14,8 сек. став Олімпійським чемпіоном, перемігши світового рекордсмена Стіва Андерсона зі США.
Помер 31 серпня 1977 року в місті Дурбан, провінція Квазулу-Наталь.